# Karl-Algot Karsmark
Karl-Algot Karsmark, född 14 september 1892 i Vimmerby landsförsamling, död 2 juni 1950 i Uppsala, var en svensk apotekare.
Karl-Algot Karsmark var son till lantbrukaren Anders Elof Carlsson. Han avlade studentexamen i Linköping 1912, farmacie kandidatexamen 1915 och apotekarexamen 1920 samt blev filosofie kandidat vid Stockholms högskola 1935. Efter diverse anställningar tjänstgjorde han vid apoteket Vasen i Linköping 1917–1935, var föreståndare för Garnisonsapoteket i Stockholm 1936–1938 och innehade från 1938 apoteket i Vimmerby. Karsmark var amanuens vid Farmaceutiska institutet 1918–1920 och extra lärare i botanik och farmakognosi där 1930–1931. 1925–1926 studerade han vid universiteten i Wien och Innsbruck. Karsmark deltog som sakkunnig i utredningen av en rad apoteksfrågor. Av Rikskommissionen för ekonomisk försvarsberedskap fick han 1937 personligt uppdrag att beräkna defekter av vissa läkemedel och kemikalier med hänsyn till landets behov av läkemedel och råvaror i fred, och inom kommissionen deltog han bland annat i det nordiska samarbetet rörande läkemedelsförsörjningen. Han var ledamot och sekreterare i militära apotekskommittén 1938–1939. Karsmark publicerade över trettio skrifter inom botanik, kemi och farmaci inom fackpressen och belönades för sina undersökningar med ett tiotal stipendier och halva Scheelepriset.